# Gagea rufidula
Espèce
Gagea rufidula est une espèce de plantes à bulbe du genre des gagées et de la famille des Liliacées. 